# ژئوکد
ژئوکد یا کدبندی مکانی کدی برای نشان دادن یک موجودیت جغرافیایی (مکان یا شیء) است. این کد یک شناسه منحصربه‌فرد برای آن موجودیت است که در مجموعهٔ محدودی از موجودیت‌های جغرافیایی، آن را از سایر موجودیت‌ها متمایز می‌کند. به‌طور کلی، ژئوکد یک شناسهٔ کوتاه و قابل خواندن برای انسان است.